# Augustus Tolton
Augustine John Tolton lub Augustus Tolton (ur. 1 kwietnia 1854 w Missouri, zm. 9 lipca 1897 w Bourbonnais, Illinois) – afroamerykański duchowny katolicki, Czcigodny Sługa Boży Kościoła katolickiego, pierwszy czarnoskóry kapłan katolicki w Stanach Zjednoczonych.

## Pochodzenie, dzieciństwo i młodość
Augustus Tolton (ogromny problem dla badaczy sprawia jego imię. W dostępnych dokumentach i listach jest nazywany Augustus lub Augustine, nie wiadomo które imię jest tym które otrzymał na chrzcie. Wpis w księdze parafialnej nic nie rozjaśnia, zapisano tam po prostu kolorowe dziecko zamiast imienia, sam w listach podpisywał się A Tolton) przyszedł na świat w rodzinie niewolników Petera Paula i Marthy Jane Tolton. Ich właścicielem był Stephen Eliot, który w porozumieniu z ówczesnym właścicielem matki ks. Toltona zezwolił na katolicki ślub tej pary, sam był również tego wyznania. Ks. Tolton miał starszego brata, zmarłego w dzieciństwie i siostrę Annę. Niejasne są okoliczności w jakiej rodzina Toltonów uzyskała wolność. Wiadomo na pewno, że jego ojciec zmarł w czasie wojny secesyjnej na czerwonkę. Matka z trójką dzieci osiadła w Quincy w Illinois. Tam podjęła pracę w fabryce cygar. Gdy młody Gus (tak nazywano go zdrobniale, również gdy był już kapłanem) dorósł, pracował tam również. Dzięki przychylności miejscowego proboszcza irlandzkiego pochodzenia rozpoczął naukę w szkole parafialnej. Po protestach białej ludności musiał zrezygnować z tej formy edukacji. Kontynuował naukę samodzielnie. Nauczycielami byli miejscowi, przychylni mu księża. Po przyjęciu Pierwszej Komunii, dość szybko zaczął służyć  do mszy. Robił to niemal codziennie przed pójściem do pracy. Jego pobożność została zauważona przez proboszcza, ks. MCGirr, który rozważał wraz z nim możliwość powołania do kapłaństwa. Był to pomysł nowatorski jak na tamte czasy. Jak się okazało - aż nadto, bowiem, co było do przewidzenia, nie chciało go przyjąć żadne amerykańskie seminarium duchowne.

## Przygotowania do kapłaństwa
Dzięki ogromnemu zaangażowaniu miejscowych księży i biskupa diecezji Alton Tolton został przyjęty na rzymską uczelnię Papieski Uniwersytet Urbaniana, która kształciła misjonarzy i kler pochodzący z krajów misyjnych. 15 lutego 1880 wyruszył do Wiecznego Miasta, do którego dotarł 10 marca tego samego roku. Kształcił się tam przez sześć lat, przygotowując się do pracy w Afryce, miał bowiem zapewnienie od przełożonych iż właśnie tam zostanie skierowany. Przebywał w środowisku, któremu dalekie były uprzedzenia rasowe, tak doskwierające mu w jego ojczyźnie. Tonsurę otrzymał 14 maja 1883. Pierwsze święcenia wyższe, subdiakonat - 2 sierpnia 1885. Święceń diakonatu udzielił mu 8 listopada 1885 kardynał Lucido Maria Parocchi, on też dnia 24 kwietnia 1886, w Wielką Sobotę udzielił mu upragnionych święceń kapłańskich. Dzień wcześniej jego wiara została jednak wystawiona na próbę, dowiedział się bowiem, iż zostanie wysłany nie do Afryki, której kulturę, historię i języki tubylcze zgłębiał przez cały pobyt w Rzymie, lecz do ojczyzny, by pełnić posługę wśród czarnej ludności. W duchu bezwzględnego posłuszeństwa musiał się zgodzić na tę decyzję przełożonych, choć było to dla niego duże rozczarowanie. Obrzęd ordynacji miał miejsce w bazylice laterańskiej. Pierwszą mszę odprawił dzień później, w Niedzielę Wielkanocną w bazylice św. Piotra. Do prymicyjnej mszy służył mu kardynał Giovanni Simeoni, dzięki któremu to ważne wydarzenie mogło mieć miejsce nad grobem pierwszego papieża.

## Praca duszpasterska
Po powrocie do kraju został proboszczem parafii św. Józefa w Quincy, przeznaczonej dla ludności czarnej. W wyniku konfliktu z rasistowskim i zazdrosnym o rosnące zainteresowanie ks. Toltonem wśród białych nowym dziekanem, musiał opuścić Quincy i z otwartymi ramionami przyjęty został przez abpa Patricka Feehana w archidiecezji Chicago. Był rok 1889. Miał się odtąd opiekować społecznością czarnoskórych amerykanów z parafii Najświętszej Maryi Panny. Wyodrębniona została wówczas nowa parafia św. Moniki, tylko i wyłącznie dla Afroamerykanów. Ks. Tolton pracował ponad siły, nie miał czasu nawet na integrację z miejscowym duchowieństwem. Wszystkie siły i czas poświęcał pracy wśród powierzonego mu ludu. Oprócz tego zaangażował się w budowę kościoła, lecz z powodu braku funduszy prace szły bardzo powoli.

## Śmierć
Tydzień przed śmiercią ogłosił z ambony, iż wyjeżdża na spotkanie duchowieństwa archidiecezji organizowane w Bourbonnais, niedaleko Chicago. Ludzie widzieli wówczas przed sobą człowieka schorowanego, któremu drżały ręce podczas udzielania komunii, i który musiał często siedzieć, nawet podczas głoszenia kazań. W wieku 43 lat wydawał się wyczerpanym starcem. Na spotkanie wyruszył 9 lipca w piątek. Po dotarciu na miejsce upadł na jednym z chodników miejskich, po czym przewieziony został do miejscowego Szpitala Miłosierdzia, gdzie zmarł jeszcze tego samego dnia otoczony przez matkę, siostrę, kapelana i kilka sióstr zakonnych. W dokumentacji szpitalnej zapisano, że zmarł na udar cieplny i mocznicę. Pochowany został, według ostatniej woli, na cmentarzu parafii św. Piotra w Quincy. W owych czasach księża często umierali w dość młodym wieku. Przyczyną była praca wśród chorych, a że nie było jeszcze wówczas antybiotyków, często padali ofiarami śmiertelnych wówczas chorób. Prawdopodobnie tak właśnie było również z ks. Toltonem. Choć jego dzieła i parafie, o które się troszczył nie przetrwały próby czasu, to jego apologeci powtarzają, że Bóg wzywa swe sługi bardziej do tego by były wierne, niż odniosły oszałamiający sukces.

## Proces beatyfikacyjny
1 marca 2010 kardynał Francis George OMI ogłosił zamiar rozpoczęcia jego procesu beatyfikacyjnego. 24 lutego 2011 ogłoszono pierwsze dekrety z badań nad życiem i cnotami ks. Toltona. 12 czerwca 2019 roku papież Franciszek ogłosił dekret o heroiczności cnót ks. Toltona (ogłoszenie heroiczności cnót jest przedostatnim etapem poprzedzającym beatyfikację).